# Oak Grove, Louisiana
Oak Grove är administrativ huvudort i West Carroll Parish i den amerikanska delstaten Louisiana. Orten grundades officiellt 1909.

## Kända personer från Oak Grove
- Vance McAllister, politiker
- Tony Joe White, sångare och musiker